# David Landes
David Landes (Nova Iorque, 29 de abril de 1924 – Haverford, 17 de agosto de 2013) é um dos historiadores económicos mais credenciados da actualidade.
Doutorou-se em 1953 pela Universidade de Harvard, onde se tornou professor em 1964.
Ensinou em Harvard até se reformar, sendo hoje professor "emeritus" de economia da Universidade de Harvard (Coolidge Professor of History and Professor of Economics).

## Apoio às teses de Weber
David Landes subscreve as teses de Max Weber quanto ao papel da Reforma Protestante e em particular do calvinismo no surgimento do capitalismo e mostra factos empíricos e argumentos teóricos que as sustentam. Em "A Riqueza e a pobreza das nações" ele escreve:
"Na verdade, é justo afirmar que a maioria dos historiadores hoje considerariam a tese de Weber como implausível e inaceitável: ela teve o seu momento e já passou.
Eu não concordo. Nem sequer a nível empírico, onde os registos mostram que os mercadores e manufacturadores protestantes desempenharam um papel de líderes no comércio, na finança e indústria. Em centros de manufactura (fabriques) em França e na Alemanha ocidental, os protestantes tipicamente eram os empregadores e os católicos os empregados. Na Suíça os cantões protestantes eram os centros da exportação das indústrias manufactureiras (relógios, maquinaria, texteis); os cantões católicos eram primeiramente agrícolas. Em Inglaterra, que no final do século XVI era predominantemente protestante, os dissenters (leia-se Calvinistas) eram desproporcionalmente mais activos e importantes nas fábricas e fornalhas da nascente Revolução Industrial.
Nem (sequer) ao nível teórico. O centro da questão situa-se na verdade na criação de uma nova forma de homem - racional, ordenado, diligente, produtivo. Estas virtudes, mesmo não sendo novas, estavam longe de ser um lugar-comum...
...Duas características especiais dos protestantes reflectem esta ligação. A primeira era o ênfase na instrução e alfabetismo, para raparigas e rapazes. Isto foi um subproduto da leitura da Bíblia (ver também: história da Escócia). Era esperado de bons protestantes que lessem as sagradas escrituras por si mesmo. (Em contraste, os católicos faziam a catequese mas não tinham que ler e eram explicitamente desencorajados de ler a Bíblia. O resultado: maior alfabetismo e maior reservatório de candidatos para estudos avançados; também maior segurança de continuidade do alfabetismo de geração em geração. A alfabetização das mães é importante.
A segunda foi a importância conferida ao tempo. Aqui temos aquilo que o sociólogo chamaria de evidência moderada: o fabrico e a compra de relógios. Mesmo em áreas católicas como a França e a Baviera, a maioria dos fabricantes de relógios era protestante e o uso destes instrumentos de medida do tempo e sua difusão em áreas rurais era de longe mais avançada na Grã-Bretanha e Holanda do que em países católicos. Nada testemunha tanto como a sensibilidade ao tempo para a "urbanização" da sociedade rural, com tudo o que isso implica para a rápida difusão de valores e gostos.

## Trabalhos
- Landes, David S. (2007). Dynasties: Fortunes and Misfortunes of the World's Great Family Businesses: Why Some Are So Rich and Some So Poor. New York: Viking. ISBN 978-0-670-03338-6
- Landes, David S. (1998). The Wealth and Poverty of Nations: Why Some Are So Rich and Some So Poor. New York: W.W. Norton. ISBN 0-393-04017-8
- Landes, David S. (1983). Revolution in Time. Cambridge, Massachusetts: Harvard University Press. ISBN 0-674-00282-2
- Landes, David. S. (1969). The Unbound Prometheus: Technological Change and Industrial Development in Western Europe from 1750 to the Present. Cambridge, New York: Press Syndicate of the University of Cambridge. ISBN 0-521-09418-6
- Landes, David S., Bankers and Pashas: International Finance and Economic Imperialism in Egypt (1958)